# 1912

## أحداث
- تأسيس مدينة يارا وتقع حاليا في كوبا.
- تأسيس مدينة تيمينز وتقع حاليا في كندا.
- تأسيس مدينة بويل ريفر، كولومبيا البريطانية وتقع حاليا في كندا.
- تأسيس مدينة القنيطرة وتقع حاليا في المغرب.
- 30 أبريل: تأسيس مدينة مونرو وتقع حاليا في الأرجنتين.
- 8 أغسطس: تأسيس مدينة هوامبو وتقع حاليا في أنغولا.
- 28 أكتوبر: بدء حصار إشقودرة والذي استمر إلى 23 أبريل 1913.
- بداية حرب البلقان الأولى في 8 أكتوبر 1912 والتي انتهت في 30 مايو 1913.
- نهاية الحرب العثمانية الإيطالية في 18 أكتوبر 1912 والتي بدأت في 29 سبتمبر 1911.
- هاجر هلال فجحان المطيري من الكويت إلى البحرين فرجع وبقى في الكويت توفي هلال فجحان بالكويت عام 1938.
- 15 أغسطس - أحمد الهيبة يدخل مراكش ويبايع سلطانا على المغرب.
- غرق السفينة العملاقة آر إم إس تيتانيك في عرض المحيط الأطلسي (الأطلنطي) في أول رحلاتها من مدينة لندن في بريطانيا إلى نيويورك في الولايات المتحدة الأمريكية.
- بداية النزاعات الأولى في أوروبا التي أدت فيما بعد إلى نشوب الحرب العالمية الأولى.
- أسوأ موسم لنادي آرسنال الإنجليزي لكره القدم في الدوري الإنجليزي على الإطلاق.
- ضم الملك عبد العزيز المنطقة الشرقية تحت حكمه.
- فرضت الحماية الفرنسية على المغرب في 30 مارس 1912 م بعد توقيع معاهدة الحماية الفرنسية من طرف السلطان عبد الحفيظ وامتدت فترة الحماية حتى حصول المغرب على استقلاله سنة 1956.

## مواليد
- يوسف أبي رزق
- آلان تورنغ
- أحمد بن راشد المعلا
- أحمد عبد الواحد البسيوني
- أحمد كفتارو
- أرطغرل عثمان
- أكسل شبرينقر
- ألفت الأدلبي
- أن ديفييس
- إبراهيم الروداني
- إدمون جابيس
- إدوارد بورسيل
- إريك هونيكر
- إغناطيوس يعقوب الثالث
- إيسر هاريل
- البشير زرق العيون
- باتريك وايت
- بيل شانكلي
- بيير جريمال
- تشاك جونز
- توماس هارفي
- جاكسون بولوك
- جورج بيل تيمرمان، الابن
- جوردون باركس
- جيمس كالاهان
- جيورجانا سيغار دجونس
- حسين سراج
- حمود الجابر الصباح
- خالد بكداش
- خورخي أمادو
- داود بن سليمان الجراح
- راؤول ولنبرغ
- راشد بن سعيد آل مكتوم
- رشاد رشدي
- رودولف فيتلاسيل
- سعيد عقل
- شكيب الجابري
- صالح جودت
- صلاح البيطار
- طه باقر
- عائشة عبد الرحمن
- عباس بن الشيخ الحسين
- عبد الرحمن الدوسري
- عبد العزيز بن عبد الله بن عبد الرحمن بن باز مفتي المملكة سابقاً
- عبد الغنى السيد
- عبد الفتاح عبد المقصود
- عبد القادر الياجوري
- عبد اللطيف محمد الغانم
- علي الرياحي
- غازي الأول ملك العراق الثاني
- غلين سيبورغ
- فاخر فاخر
- فرانسيس شيفر
- فريد غصن
- فيرنر فون براون
- فيروتشو فالكاريدجي
- كيم إل سونغ
- ليونيد كانتروفيتش
- محمد حسن حلمي
- محمد محمد حسين
- محمد محمود شعبان
- محمد محمود علوان
- محيي الدين كردي
- ميلتون جيرولد شاب
- ميلتون فريدمان
- ميلفينا دين
- مينورو ياماساكي
- نايف العباس
- نيريو روكو
- هريفيلتو مارتينس
- هنري بركات
- هيربرت براون
- وسيلة بورقيبة
- يوحنا بولس الأول
- يوسف بيدس
- إسحاق عقيل المكي
- إسماعيل ياسين
- أسمهان
- إيفا براون عشيقة أدولف هتلر

## وفيات
- أوجست ماري فرنسوا برناريت
- أوغست ستريندبرغ
- إدوارد جون سميث
- الأخوان رايت
- برام ستوكر
- جوزف ليستر
- توماس أندروز
- جوزيف ميريويذر تيريل
- جون ويسلي هويت
- جوهان مارتن شيلر
- روبرت فالكون سكوت
- سامي أفندي
- عبد الحي حلمي
- فريدريك باسي
- كارل ماي
- مانويل باردينياس
- هنري بوانكاريه
- ويليام ويلسون
- يعقوب صنوع
- محمد صادق فخر الإسلام
- 30 يوليو - الإمبراطور ميجي، إمبراطور ياباني.

## نال جائزة نوبل
- في الفيزياء – السويدي غوستاف دالين.
- في الكيمياء – مناصفة بين الفرنسيان فيكتور غرينيار وبول ساباتييه.
- في الطب – الفرنسي ألكسي كاريل.
- في الأدب – الألماني غرهارت هاوبتمان.
- في السلام – الأمريكي إليهو روت.